# Municipio de Badger (condado de Davison)
El municipio de Badger (en inglés: Badger Township) es un municipio ubicado en el condado de Davison en el estado estadounidense de Dakota del Sur. En el año 2010 tenía una población de 170 habitantes y una densidad poblacional de 1,76 personas por km².

## Geografía
El municipio de Badger se encuentra ubicado en las coordenadas 43°48′21″N 98°8′45″O / 43.80583, -98.14583. Según la Oficina del Censo de los Estados Unidos, el municipio tiene una superficie total de 96.83 km², de la cual 96,83 km² corresponden a tierra firme y (0 %) 0 km² es agua.

## Demografía
Según el censo de 2010, había 170 personas residiendo en el municipio de Badger. La densidad de población era de 1,76 hab./km². De los 170 habitantes, el municipio de Badger estaba compuesto por el 96,47 % blancos, el 0,59 % eran amerindios, el 1,18 % eran asiáticos y el 1,76 % eran de una mezcla de razas. Del total de la población el 0,59 % eran hispanos o latinos de cualquier raza.